# Genesis (álbum de Busta Rhymes)
| Críticas profissionais | Críticas profissionais |
| Avaliações da crítica  | Avaliações da crítica  |
| Fonte                  | Avaliação              |
| ---------------------- | ---------------------- |
| Allmusic               | [ 1 ]                  |
| The A.V. Club          | (favorável)            |
| Billboard              | (favorável)            |
| Drowned in Sound       | (9/10)                 |
| Entertainment Weekly   | (B)                    |
| Los Angeles Times      | [ 6 ]                  |
| NME                    | (6/10)                 |
| Q                      | [ 8 ]                  |
| Rolling Stone          | [ 9 ]                  |
| Village Voice          | (favorável)            |

Genesis é o quinto álbum de estúdio de Busta Rhymes. "Shut 'Em Down 2002" é um remix heterodoxo de "Shut 'Em Down" do Public Enemy a la Pete Rock. "Make It Hurt" apareceu no video game de 2004 Def Jam: Fight for NY. Genesis estreou na sétima posição da Billboard 200 com 185,000 cópias vendidas na primeira semana. O melhor single do álbum, "Pass the Courvoisier, Part II", chegou ao número onze na Billboard Hot 100. Foi incluido no final do álbum em algumas prensagens posteriores (onde "Ass on Your Shoulders" foi removida devido a restrições do tempo a tocar). Genesis levou platina com 1,330,000 cópias vendidas até junho de 2009.

## Faixas
| N.º            | Título                                                 | Produtor(es)          | Duração |  |
| 1.             | "Intro" (Performed by Busta Rhymes & Clive Davis)      | Nottz                 | 2:48    |  |
| 2.             | "Everybody Rise Again"                                 | Just Blaze            | 4:13    |  |
| 3.             | "As I Come Back"                                       | The Neptunes          | 3:19    |  |
| 4.             | "Shut 'Em Down 2002"                                   | Pete Rock             | 2:55    |  |
| 5.             | "Genesis"                                              | Jay Dee               | 3:56    |  |
| 6.             | "Betta Stay Up In Your House" (Feat. Rah Digga)        | Yogi                  | 3:18    |  |
| 7.             | "We Got What You Want"                                 | Just Blaze            | 3:51    |  |
| 8.             | "Truck Volume"                                         | Dr. Dre               | 3:35    |  |
| 9.             | "Pass The Courvoisier" (Feat. Diddy)                   | Nottz                 | 4:36    |  |
| 10.            | "Break Ya Neck"                                        | Dr. Dre, Scott Storch | 3:51    |  |
| 11.            | "Bounce (Let Me See Ya Throw It)"                      | Mel-Man               | 3:19    |  |
| 12.            | "Holla"                                                | Dr. Dre               | 4:34    |  |
| 13.            | "Wife In Law"                                          | Diamond D             | 4:03    |  |
| 14.            | "Ass On Your Shoulders" (Feat. Kokane)                 | Battlecat             | 4:42    |  |
| 15.            | "Make It Hurt"                                         | Jay Dee               | 3:23    |  |
| 16.            | "What It Is" (Feat. Kelis)                             | The Neptunes          | 3:38    |  |
| 17.            | "There's Only One" (Feat. Mary J. Blige)               | Michaelangelo         | 4:23    |  |
| 18.            | "You Ain't Fuckin' Wit Me"                             | Michaelangelo         | 3:27    |  |
| 19.            | "Match The Name With The Voice" (Feat. Flipmode Squad) | Just Blaze            | 5:59    |  |
| 20.            | "Bad Dreams"                                           | Nottz                 | 3:17    |  |
| Duração total: | Duração total:                                         | Duração total:        | 74:15   |  |

## Singles
- "What It Is" (feat. Kelis)
- "Break Ya Neck"
- "As I Come Back"
- "Pass the Courvoisier, Part II" (feat. P. Diddy & Pharrell)